# Хозяин морей: На краю земли
«Хозяин морей: На краю земли» (англ. Master and Commander: The Far Side of the World) — американский историко-приключенческий фильм 2003 года режиссёра Питера Уира на военно-морскую тематику. В основе сюжета лежат романы Патрика О’Брайана из цикла о капитане Джеке Обри и докторе Стивене Мэтьюрине и их приключениях во времена Наполеоновских войн. Главные роли исполнили Рассел Кроу в роли капитана Королевского флота Джека Обри и Пол Беттани в роли доктора Стивена Мэтьюрина. Это вторая совместная работа Кроу и Беттани, оба из которых ранее снимались в фильме «Игры разума» 2001 года.
Руководитель 20th Century Studios Том Ротман нанял Питера Уира в качестве постановщика. Съёмки проходили как в открытом море, так и в специальных резервуарах Baja Studios, а также на Галапагосских островах. Создание кинокартины обошлось в 150 миллионов долларов, компаниями-производителями выступили 20th Century Fox, Miramax Films, Universal Pictures и Samuel Goldwyn Films. В широкий прокат фильм выпущен 14 ноября 2003 года, он имел умеренный кассовый успех, собрав 212 миллионов долларов по всему миру.
Фильм удостоен двух «Оскаров» (за лучшую операторскую работу и лучший монтаж звука), был выдвинут ещё на 8 номинаций, причём 7 из них (все возможные) являются «техническими», что раньше удалось только «Титанику» в 1998 году.

## Краткое содержание
Во время наполеоновских войн капитану Джеку Обри на HMS «Внезапный» (ориг. HMS Surprise) приказано найти и потопить, либо захватить французское каперское судно «Ахерон», имеющее цель нанести вред торговому и китобойному флоту Британии. «Ахерон» устраивает засаду «Внезапному» в условиях густого тумана у побережья Бразилии, нанося тяжёлый урон такелажу, оставаясь при этом неповреждённым британскими пушками. Корабельные лодки буксируют «Внезапного» в прибрежный туман, чтобы избежать преследования. Офицеры Обри говорят ему, что «Внезапный» не ровня «Ахерону», так как тот, является кораблем 5 ранга с большим количеством орудий и экипажа, тогда как «Внезапный» всего лишь фрегат шестого ранга, и что они должны отказаться от погони. Обри заявляет, что «Ахерону» нельзя позволить безнаказанно грабить британский китобойный флот. Он приказывает починить «Внезапного» в море, а не возвращаться в порт для ремонта. Юному гардемарину Уильяму Блейкни ампутируют руку выше локтя из-за угрозы гангрены, от раны, полученной в бою. Вскоре после этого «Ахерон», находясь в выгодном по тактике морского боя тех времён наветренном положении, снова устраивает засаду на «Внезапного», но Обри уходит ночью, используя плот-приманку с корабельными лампами на нём как ложную цель для противника и сам начинает преследование «Ахерона».
Следуя за капером в Тихий океан, «Внезапный» огибает мыс Горн и направляется на Галапагосские острова. Обри убеждён, что «Ахерон» будет здесь охотиться на суда британского китобойного флота. Корабельный доктор Мэтьюрин интересуется уникальными флорой и фауной острова, Обри обещает своему другу несколько дней на исследование. Однако, когда «Внезапный» достигает Галапагос, они находят выживших моряков с китобойных кораблей, уничтоженных «Ахероном». Обри в спешке преследует капера, разрушая планы Мэтьюрина исследовать остров.
«Внезапный» попадает в полосу полного штиля на несколько дней. Экипаж становится беспокойным и неорганизованным. Гардемарин Холлом, уже непопулярный среди экипажа, получает прозвище «Иона» (тот, кто приносит неудачу кораблю). По мере нарастания напряжённости член экипажа Нэгл отказывается отдать честь Холлому на палубе, за что его наказывают розгами за дисциплинарное нарушение. Той же ночью Холлом решается на самоубийство, прыгнув за борт с пушечным ядром. На следующее утро Обри проводит службу по Холлому. Ветер усиливается, и «Внезапный» возобновляет погоню.
На следующий день офицер Королевской морской пехоты капитан Ховард пытается застрелить альбатроса, но вместо этого случайно попадает в Мэтьюрина. Помощник хирурга сообщает Обри, что необходимо извлечь пулю и кусок ткани, попавший в рану, иначе начнётся заражение. Он также рекомендует проводить такую тонкую операцию на суше. Несмотря на преследование «Ахерона», Обри отвозит доктора на Галапагосские острова. Мэтьюрин проводит операцию на себе с помощью зеркала. В итоге отказавшись от погони за капером, Обри предоставляет Мэтьюрину возможность исследовать Галапагосские острова и собирать образцы, прежде чем отправиться домой. В поисках нелетающего баклана доктор обнаруживает «Ахерон» на другой стороне острова. Мэтьюрин бросает большинство своих образцов и спешит предупредить Обри. «Внезапный» готовится к ещё одной битве. Из-за более прочного корпуса «Ахерона» пушки «Внезапного» должны находиться как можно ближе к цели, чтобы пробить обшивку француза, изготовленную из морёного дуба. Наблюдая за способностью к камуфляжу одного из образцов Мэтьюрина, Обри маскирует «Внезапного» под китобойный корабль; он надеется, что французы захотят захватить ценный корабль, а не уничтожить его. «Ахерон» ведётся на уловку, преследуя мнимое китобойное судно, сокращает дистанцию для действенного огня англичан, и «Внезапный» начинает свою атаку. Пушки стреляют по грот-мачте «Ахерона», в то время как стрелки капитана Ховарда поражают экипаж «Ахерона» с марсовых площадок на мачтах. «Ахерон» теряет управляемость, так как его грот-мачта переламывается и падает в море. Обри начинает абордаж, за которым следует жестокое сражение. После захвата корабля судовой врач «Ахерона» сообщает Обри, что французский капитан мёртв, и вручает саблю капитана.
После боя «Ахерон» и «Внезапный» ремонтируют; в то время как «Внезапный» остаётся на Галапагосских островах, захваченный Ахерон должен быть доставлен в Вальпараисо. Когда «Ахерон» уходит, Мэтьюрин находит в документах «Ахерона» упоминание того, что доктор захваченного судна умер несколько месяцев назад. Поняв, что французский капитан обманул его, притворившись корабельным врачом, Обри приказывает изменить курс, чтобы перехватить «Ахерон» и сопроводить её до Вальпараисо, а экипажу — занять места по боевому расписанию. Мэтьюрину снова отказывают в возможности исследовать Галапагосские острова, но Обри с иронией отмечает, что, поскольку птица, которую он ищет, нелетающая, то «она никуда не денется». Вместе они начинают играть «Musica notturna delle strade di Madrid» Луиджи Боккерини, когда «Внезапный» продолжает погоню за «Ахероном».

## В ролях
| Актёр            | Роль                                              |
| ---------------- | ------------------------------------------------- |
| Рассел Кроу      | Джек Обри                                         |
| Пол Беттани      | Стивен Мэтьюрин                                   |
| Джозеф Морган    | Уильям Уорли                                      |
| Билли Бойд       | рулевой Барретт Бонден                            |
| Макс Пиркис      | мичман Блейкни                                    |
| Джеймс Д’Арси    | лейтенант Том Пуллингс                            |
| Крис Ларкин      | капитан Говард                                    |
| Макс Бенитц      | лейтенант Питер Майлз                             |
| Брайан Дик       | Джозеф Нэгл                                       |
| Дэвид Трелфелл   | стюард капитана Пресервед Киллик                  |
| Патрик Галлахер  | моряк Дэвис                                       |
| Марк Льюис Джонс | капитан китобойного судна «Альбатрос» Мистер Хогг |

## Награды и номинации
- 2004 — 2 премии «Оскар»: лучшая операторская работа (Рассел Бойд), лучший звуковой монтаж (Ричард Кинг), а также 8 номинаций: лучший фильм (Сэмюэл Голдуин мл., Питер Уир, Дункан Хендерсон), лучший режиссёр (Питер Уир), лучший монтаж (Ли Смит), лучшая работа художника-постановщика (Уильям Сэнделл, Роберт Гулд), лучший дизайн костюмов (Уэнди Стайтс), лучшие визуальные эффекты (Дэниэл Судик, Стефан Фангмейер, Натан МакГиннесс, Роберт Стромберг), лучший грим (Эдуард Ф. Энрикес, Иоланда Тоуссинг).
- 2004 — 3 номинации на премию «Золотой глобус»: лучший фильм — драма, лучший режиссёр (Питер Уир), лучшая мужская роль — драма (Рассел Кроу).
- 2004 — 3 номинации на премию «Выбор критиков»: лучший фильм, лучшая мужская роль (Рассел Кроу), лучшая мужская роль второго плана (Пол Беттани).
- 2004 — 4 премии BAFTA: лучший режиссёр (Питер Уир), лучший дизайн костюмов (Уэнди Стайтс), лучшая работа художника-постановщика (Уильям Сэнделл), лучший звук (Ричард Кинг, Даг Хэмфилл, Пол Мэсси, Арт Рочестер), а также 4 номинации: лучший фильм (Сэмюэл Голдуин мл., Питер Уир, Дункан Хендерсон), лучшая мужская роль второго плана (Пол Беттани), лучшая операторская работа (Рассел Бойд), лучшие визуальные эффекты (Стефан Фангмейер, Натан МакГиннесс, Роберт Стромберг, Дэниэл Судик).
- 2004 — 2 премии «Спутник»: лучшие визуальные эффекты (Стефан Фангмейер, Натан МакГиннесс, Роберт Стромберг, Дэниэл Судик), лучший звук (Ричард Кинг, Пол Мэсси, Даг Хэмфилл, Арт Рочестер), а также 5 номинаций: лучший фильм — драма, лучшая операторская работа (Рассел Бойд), лучший монтаж (Ли Смит), лучшая работа художника-постановщика (Уильям Сэнделл, Роберт Гулд), лучший дизайн костюмов (Уэнди Стайтс).
- 2004 — номинация на премию Гильдии режиссёров США за лучшую режиссуру художественного фильма (Питер Уир).
- 2003 — попадание в десятку лучших фильмов года по версии Национального совета кинокритиков США.

## Исторические неточности
Действие фильма разворачивается в 1805 году, во время наполеоновских войн. В исторической действительности эпизод похожего противостояния двух кораблей относится к Англо-Американской войне 1812—1815 гг., однако продюсеры решили изменить это обстоятельство, чтобы не вызвать негативной реакции у американской аудитории.

## Продолжение
17 июля 2009 года стало известно, что Рассел Кроу ведёт переговоры о своём участии в продолжении фильма «Хозяин морей: На краю земли», в котором он сыграл главную роль капитана Джека Обри.
В интервью Associated Press Рассел Кроу рассказал, что сценарий будет основываться на одиннадцатом романе литературной серии Патрика О’Брайана «Обратная сторона медали» (Reverse of the Medal). Он уже общался с правообладателем на 20-томную серию и уточнил, что проект пока находится в самой начальной стадии.
Книга «Обратная сторона медали», изданная в 1986 году, рассказывает о путешествии Джека Обри и команды «Внезапного» на Карибы, где он встречает своего незаконнорождённого сына Сэмуэля Панда (Samuel Panda), оказавшегося католическим проповедником.